# Young and Dangerous
Série
Young and Dangerous 2
(1996)
Pour plus de détails, voir Fiche technique et Distribution.
Young and Dangerous (古惑仔之人在江湖, Goo waak zai: Yan joi gong woo) est un film d'action hongkongais réalisé par Andrew Lau et sorti en 1996 à Hong Kong. Il raconte le quotidien de jeunes membres des triades.
Basé sur la bande-dessinée Teddy Boy, le film a beaucoup contribué à façonner l'image populaire des triades et a été accusé par certains de glorifier ces sociétés secrètes. C'est cependant un immense succès à Hong Kong et il lance toute une série de suites et de films dérivés. Le volet suivant, Young and Dangerous 2 (1996), sort ainsi deux mois plus tard. Ses acteurs et actrices principaux ont également bénéficié de ce succès pour devenir des vedettes majeures du cinéma hongkongais.

## Synopsis
En 1985, les adolescents Chan Ho-nam (Ekin Cheng), ses meilleurs amis Chiu le Poulet (Jordan Chan), Tai Tin-yee (Michael Tse), Pou Pan (Jerry Lamb) et le frère aîné Chow Pan (Jason Chu) ont une admiration pour la triade locale Hung Hing et l'un de ses dirigeants nommé Oncle Bee (Ng Chi-hung). Lorsque Ho-nam et ses amis sont battus par Kwan le hideux (Francis Ng) de la Hung Hing et ses hommes à la suite d'un malentendu, ils décident de rejoindre la société et de devenir des hommes de Bee.
Dix ans plus tard, en 1995, Ho-nam et ses copains se sont imposés comme hommes forts de Bee, réalisant leur premier « contrat » de tueurs sur Ba Bai (Joe Chen), l'associée de Kwan. Dans le même temps, Smartie (Gigi Lai alias Tania Sammy) vole la Toyota MR2 de Ho-nam et exige une somme d'argent pour la rendre, mais est cependant attrapée par ce-dernier et ses amis qui la punissent en l'obligeant à manger des dizaines de cha siu bao (pains traditionnels cantonais remplis de porc).
Voyant que Ho-nam se fait un nom dans la triade, Kwan tente de le débaucher et de le faire travailler pour lui au lieu de Bee, mais le jeune gangster refuse. Quand il découvre que Smartie est sur le point d'être forcée à jouer dans un film pour adultes produit par le studio de Kwan, Ho-nam la protège alors, affirmant qu'elle est sa femme. Smartie le suit et commence même à tomber amoureux de lui. Un jour, le président de la Hung Hing, Chiang Tin-sung (Simon Yam) confie à Bee le soin d'effectuer un autre contrat de tueur à Macao. Il confie cela à Ho-nam et à ses hommes. Malheureusement, tout cela constitue un stratagème de Kwan qui a utilisé la fidélité de Chiu le Poulet pour le séparer de Ho-nam et a falsifié des informations au parrain Chiang. Ho-nam et ses amis sont ainsi attaqués par d'autres membres de la triade dirigée par Kwan. Chow Pan est brutalement tué et Ho-nam est tenu pour responsable de l'échec du contrat. Les amitiés commencent à se briser lorsque la petite amie de Chiu et Ho-nam sont enlevés et drogués par les hommes de Kwan, les filmant allongés ensemble pour prouver qu'il y a eu violation des ordres. Pendant que Hung Hing les cherche pour avoir des explications, Chiu s'exile à Taïwan.
Lors d'un sommet de la Hung Hing, Kwan accuse Bee d'avoir échoué et Ho-nam d'avoir enfreint le « code » pour avoir couché avec la femme de son meilleur ami, usant de la vidéo comme preuve. Kwan profite également de l'occasion pour reprocher au président Chiang de ne pas avoir créé de meilleurs protocoles au sein de la société et se présente comme nouveau président. Les autres dirigeants de branche sont d'accord, ainsi Chiang démissionne et Kwan prend la tête, seul Bee s'opposant encore à lui. Pour régler les choses, Ho-nam est exclu de la Hung Hing. Dix mois plus tard, Kwan ordonne l'assassinat de Bee et de toute sa famille. Avec la plupart des partisans de la Hung Hing aux côtés de Kwan, et aucune preuve du meurtre de Bee par Kwan, Ho-nam ne peut pratiquement rien faire, jusqu'à ce que Chieu revienne de Taïwan, devenu maintenant le chef d'une branche d'une triade locale et renoue avec ses amis. Décidant de se débarrasser de Kwan et de ramener Chiang, Ho-nam et Chiu, enclins à la morale, incitent d'autres dirigeants de la branche à assassiner Kwan. Travaillant indirectement avec les forces de l'ordre locales, qui ont découvert que Kwan passait de la cocaïne à l'aide de son studio de cinéma, Ho-nam et ses alliés parviennent à coincer Kwan, qui avoue tout, jusqu'à ce qu'un policier le tue par accident en maniant son arme.
Chiang revient et reprend le poste de président de la Hung Hing, félicitant Ho-nam pour ses efforts, assurant que son nom deviendra connu dans toute la société.

## Fiche technique
- Titre : Young and Dangerous
- Titre original : 奇異旅程之真心愛生命 (Goo waak zai: Yan joi gong woo)
- Réalisation : Andrew Lau
- Scénario : Manfred Wong
- Photographie : Andrew Lau
- Montage : Marco Mak
- Musique : Clarence Hui
- Production : Wong Jing et Manfred Wong
- Société de production : Jing's Production
- Société de distribution : Golden Harvest
- Pays d'origine :  Hong Kong
- Langue originale : cantonais
- Format : couleur
- Genre : action et film de gangsters
- Durée : 97 minutes
- Date de sortie :
  - Hong Kong : 25 janvier 1996

## Distribution
- Ekin Cheng : Chan Ho-nam
- Jordan Chan : Chiu le poulet
- Gigi Lai : Smartie/Stammer
- Francis Ng : Kwan le hideux
- Ng Chi-hung : Oncle Bee
- Simon Yam : Chiang Tin-sung
- Michael Tse : Dai Tin-yee
- Jason Chu : Chow Pan/Petite banane
- Jerry Lamb : Pou Pan
- Suki Chan (en) : Ho Yan
- Joe Chen : Ba Bai
- Teresa Ha : Mme Lee
- Dion Lam (en) : Keung l'idiot
- Lam Sheung-yee (en) : Père Lam
- Lee Siu-kei : Kei
- Shing Fui-on : Frère Sau
- Wang Lung-wei (en) : Maître Wai
- Michael Chan (en) : Tête de chameau